# Barbara Hewson
Barbara Mary Hewson (1961 - 9 de janeiro de 2021) foi uma advogada anglo-irlandesa com prática em direito público na República da Irlanda e no Reino Unido. Barbara Mary Hewson especializou-se no trabalho do Tribunal de Proteção, direitos humanos, revisão judicial e casos de defesa regulatória. Ela estava interessada em saúde reprodutiva e nos direitos das mulheres grávidas, deficientes mentais e doentes mentais.
Uma controversa defensora da redução da idade de consentimento em atos sexuais, após o escândalo de Jimmy Savile para acabar com a "perseguição de velhos", a remoção do anonimato em casos de abuso sexual e o fim da Operação Yewtree, ela foi suspensa da prática por dois anos por comentários ofensivos nas redes sociais em dezembro de 2019, uma suspensão posteriormente reduzida devido a sua doença terminal, que levou-a a falecer em 9 de janeiro de 2021.

## Educação

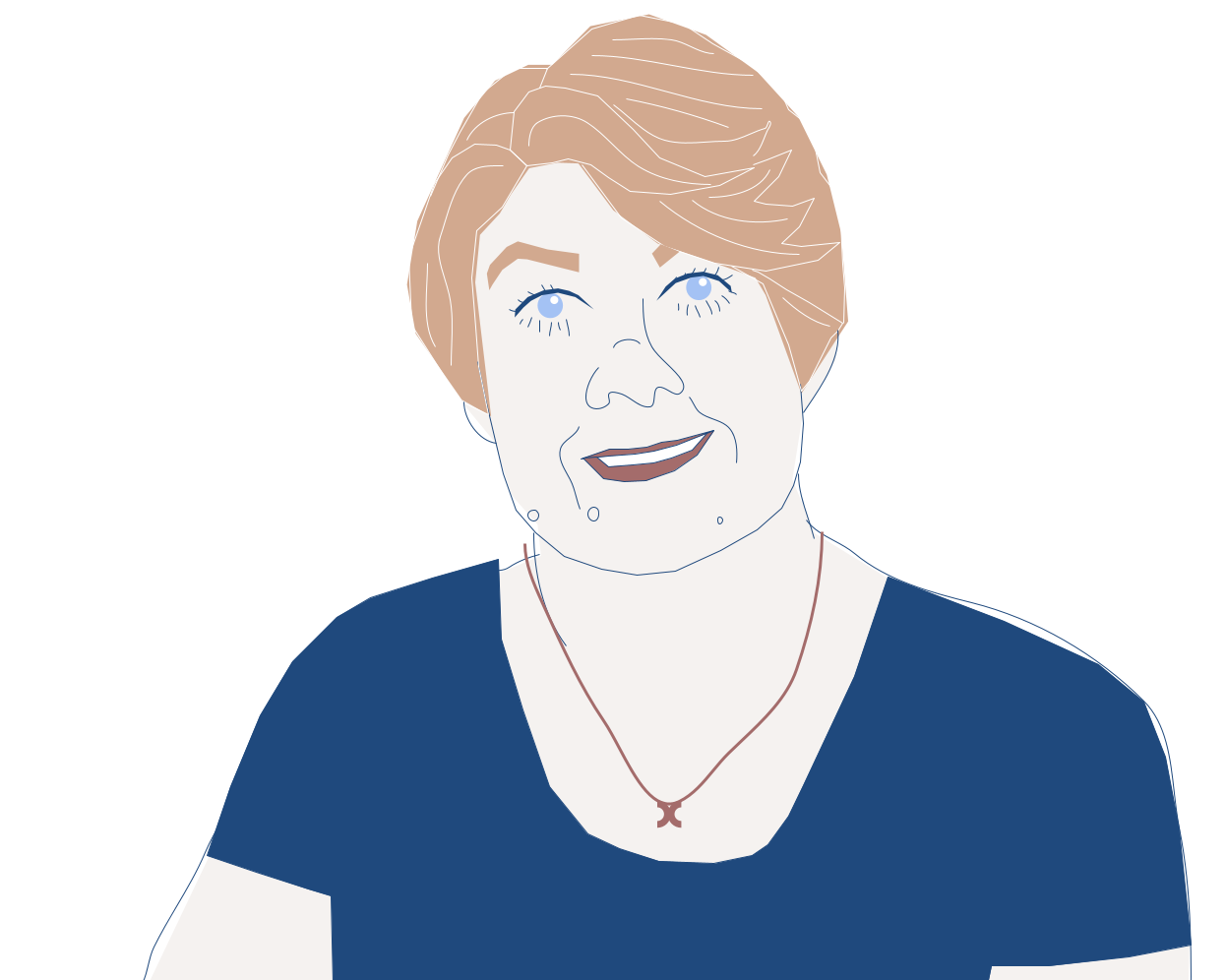

Embora nascida na Irlanda, Barbara Hewson estudou na St. Leonards-Mayfield School, em Mayfield, no condado de East Sussex, na Inglaterra (1972–79). Ela estudou inglês no Trinity Hall, na Universidade de Cambridge (1979–83). Ela obteve seu Bacharelado (Hons) e atualizou seu diploma para um MA através da então Polytechnic of Central London, agora Universidade de Westminster, onde obteve seu diploma de conversão em Direito. Em 1985, ela foi chamada para a Ordem dos Advogados da Inglaterra e País de Gales. Em 1987, Barbara Hewson começou sua carreira na Alta Corte de Justiça da Inglaterra e País de Gales, atuando em casos sobre testamentos, terras e fundos, e então ela se juntou a uma câmara especializada na Comissão Europeia (da União Europeia) e em direito público.

## Perfil profissional
Barbara Hewson apareceu em vários casos de destaque. Na década de 1990, ela fez campanha contra o tratamento judicial de mulheres grávidas, alegando que os tribunais de família estavam privando as mulheres de direitos fundamentais à autonomia pessoal e a um julgamento justo. Ela criticou a decisão do Tribunal de Apelação no caso de Jodie e Mary, as gêmeas siamesas maltesas, em 2002, e atuou pelo ativista antiaborto Bruno Quintavalle em uma tentativa malsucedida de impedir a separação das gêmeas.
Na Irlanda, ela apareceu em vários casos nos Quatro Tribunais em Dublin, principalmente em relação à parteira domiciliar Ann Kelly durante 1997–2000, mas também a adultos vulneráveis.
Em 2010, ela atuou pela família de David Gray no inquérito sobre a morte do Sr. Gray após uma overdose de Diamorfina, administrada pelo médico locum alemão Daniel Ubani, que havia sido recrutado pela Take Care Now. O legista William Morris deu um veredicto de homicídio culposo por negligência grosseira e fez 11 recomendações ao Departamento de Saúde para melhorar os serviços de GP fora do expediente. O Times descreveu Barbara Hewson como advogada da semana em 11 de fevereiro de 2010.

## Afiliações
Ela era administradora do British Pregnancy Advisory Service desde 2007. Ela foi nomeada bolsista honorária da Universidade de Westminster, em 2012. Ela foi membro fundadora da Association of Women Barristers (AWB), em 1991. No mesmo ano, Barbara Hewson foi eleita para o Bar Council of England & Wales. Como Assessora de Imprensa do AWB, ela ficou conhecida por comentar uma série de questões relativas às mulheres e à lei na mídia nacional.

### Visualizações
Barbara Hewson se opôs por muito tempo ao paternalismo do estado no campo da tomada de decisões médicas e apoiou fortemente a autonomia do paciente. Ela apoiou os direitos ao aborto para as mulheres, e os direitos das mulheres no parto, argumentando que o aborto deveria ser removido da lei criminal. Ela era uma crítica da Operação Yewtree.

## Controvérsias

### 2013
Barbara Hewson se envolveu em uma polêmica em 2013, depois que o Assessor de Imprensa da Sociedade Nacional para a Prevenção da Crueldade contra Crianças (NSPCC) a instou veementemente a remover ou reformular um artigo que ela havia escrito para a revista online Spiked, em 8 de maio, intitulado "Yewtree está Destruindo o Estado de Direito", poucas horas após sua publicação. Seu artigo criticou o papel do NSPCC (que ela chamou de "cruzada moral") e da Polícia Metropolitana em tratar os reclamantes como "vítimas" após o escândalo Savile e a proliferação de processos contra réus idosos. Ela observou que os crimes do apresentador de televisão Stuart Hall (que se confessou culpado de várias acusações de atentado ao pudor) constituíam contravenções, em oposição a crimes como estupro e assassinato. Ela havia proposto que houvesse um estatuto de limitações para crimes sexuais; que o anonimato do reclamante seja removido e que a idade de consentimento, que foi aumentada pela Lei Criminal (Emenda) de 1885, seja alterada de volta para a idade anterior de treze anos. Barbara Hewson rejeitou a demanda do NSPCC, citando o Artigo 10 da Convenção Européia de Direitos Humanos. O NSPCC disse então que levaria isso às redações. O NSPCC passou a criticar Barbara Hewson por suas opiniões, chamando-as de "desatualizadas e simplesmente mal-informadas". Na noite de 8 de maio de 2013, seu então secretário Hardwicke emitiu uma declaração proclamando "choque" com suas opiniões no artigo de Yewtree para a Spiked.
Barbara Hewson manteve seu artigo, invocando Voltaire. Ela recebeu mensagens ameaçadoras, via mídia social, mas também muitas mensagens de apoio via e-mail e blogueiros, preocupadas com a Operação Yewtree e apoiando o princípio da liberdade de expressão.
Em 12 de maio de 2013, a colunista do Irish Independent, Eilis O'Hanlon, comentou: "A veemência da reação contra Barbara Hewson demonstra que ela certamente estava certa em comparar o humor do público em torno desta questão a uma caça às bruxas, uma vez que é da natureza de caça às bruxas não apenas para calar a oposição, mas também para atacar o que você acha que alguém disse, ou o que você gostaria que eles tivessem dito, em vez do que eles disseram.
O sociólogo Frank Furedi afirmou que Barbara Hewson foi "linchada moralmente" por expressar suas opiniões políticas e acusou o NSPCC de "chantagem moral". Rod Liddle então criticou o NSPCC e Hardwicke em um artigo para o The Spectator . Barbara Hewson foi perfilada na seção Direito do The Times, em 26 de setembro de 2013.
Em 25 de outubro de 2013, Barbara Hewson foi uma das 100 mulheres convidadas pela BBC para um dia de debate e discussão sobre o papel da mulher na sociedade.
Em 30 de outubro de 2013, ela debateu a proposição "Estupro é diferente?" na London School of Economics (LSE) com a Leitora Helen Reece, Prof. Jennifer Temkin e o promotor-chefe da Coroa, Nazir Afzal, argumentando que as mulheres devem resistir ao tratamento especial em tais casos por motivos de igualdade.
Algumas acadêmicas feministas posteriormente atacaram o papel de Barbara Hewson e Reece no debate. A reação deles foi criticada pelo Editor de Direito da Spiked, que compareceu ao debate. Barbara Hewson então escreveu um artigo para amplificar seus pontos de vista.
Em 2019, ela foi suspensa de advogar por dois anos por comentários ofensivos nas redes sociais em dezembro de 2019.
No entanto, o juiz Pepperall posteriormente reduziu a suspensão para um ano, mas disse que se baseava em “evidências significativas de circunstâncias atenuantes adicionais” no diagnóstico de câncer terminal de Barbara Hewson, não apresentadas para o tribunal da Ordem dos Advogados. Desta forma, Barbara Hewson morreu com seus privilégios de advogada intactos.